# 审判施瓦茨巴德

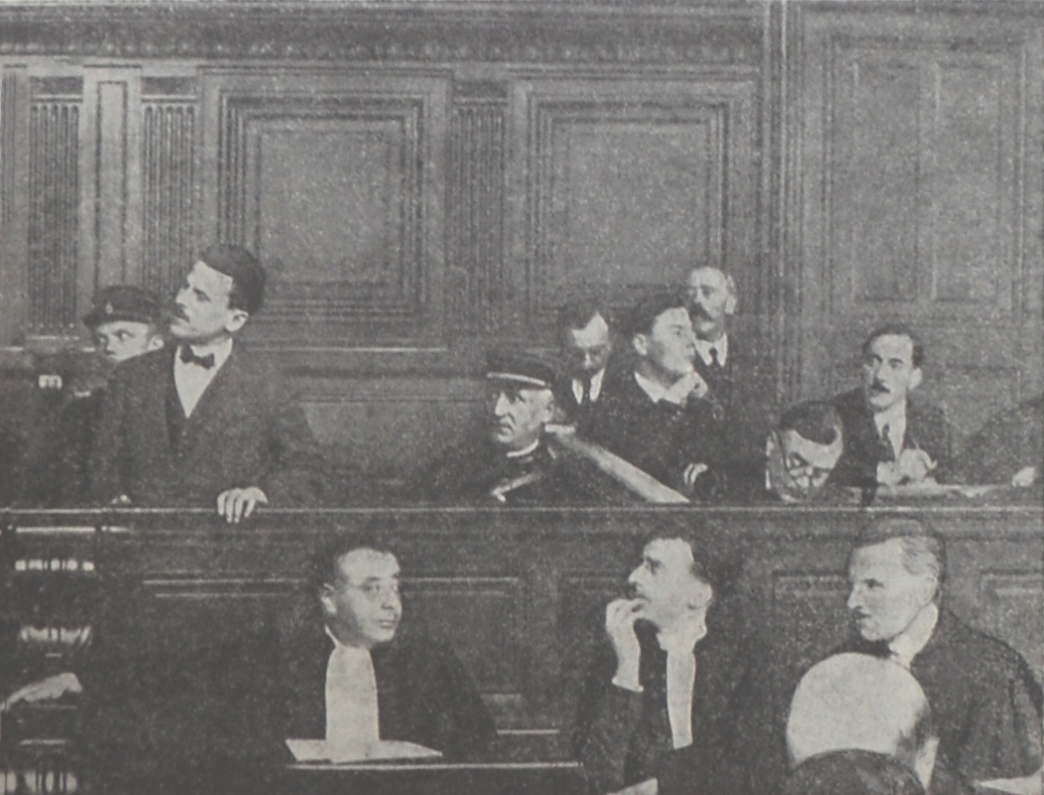
審判施瓦茨巴德

审判施瓦茨巴德1927年法國的一起刑事審判案件。案件被告肖勒姆·施瓦茨巴德被控谋杀乌克兰裔移民、乌克兰流亡政府首脑西蒙·彼得留拉。审判的焦点很快就转移到了彼得留拉对1919-1920年乌克兰反犹大屠杀所负有的罪责，施瓦茨巴德在那段时期里失去了所有家人，共计15人。审判期间，控方称施瓦茨巴德是苏联间谍，刺杀彼得留拉是奉命行事。至今，各界，特别是在乌克兰国内，依旧有一些人认同此观点，但这些人只占极少数。施瓦茨巴德最终被判无罪。